# Migliaro
Migliaro (emilián nyelven Miàr) település Olaszországban, Emilia-Romagna régióban, Ferrara megyében. Lakosainak száma 2214 fő (2013. szeptember 30.). Migliaro Migliarino, Massa Fiscaglia és Ostellato községekkel határos.

## Népesség
A település lakossága az elmúlt években az alábbi módon változott:
| Lakosok száma | 2301 | 2228 | 2214 |
|               | 2001 | 2011 | 2013 |